# Línea D40 de la Red Ortogonal de Autobuses de Barcelona

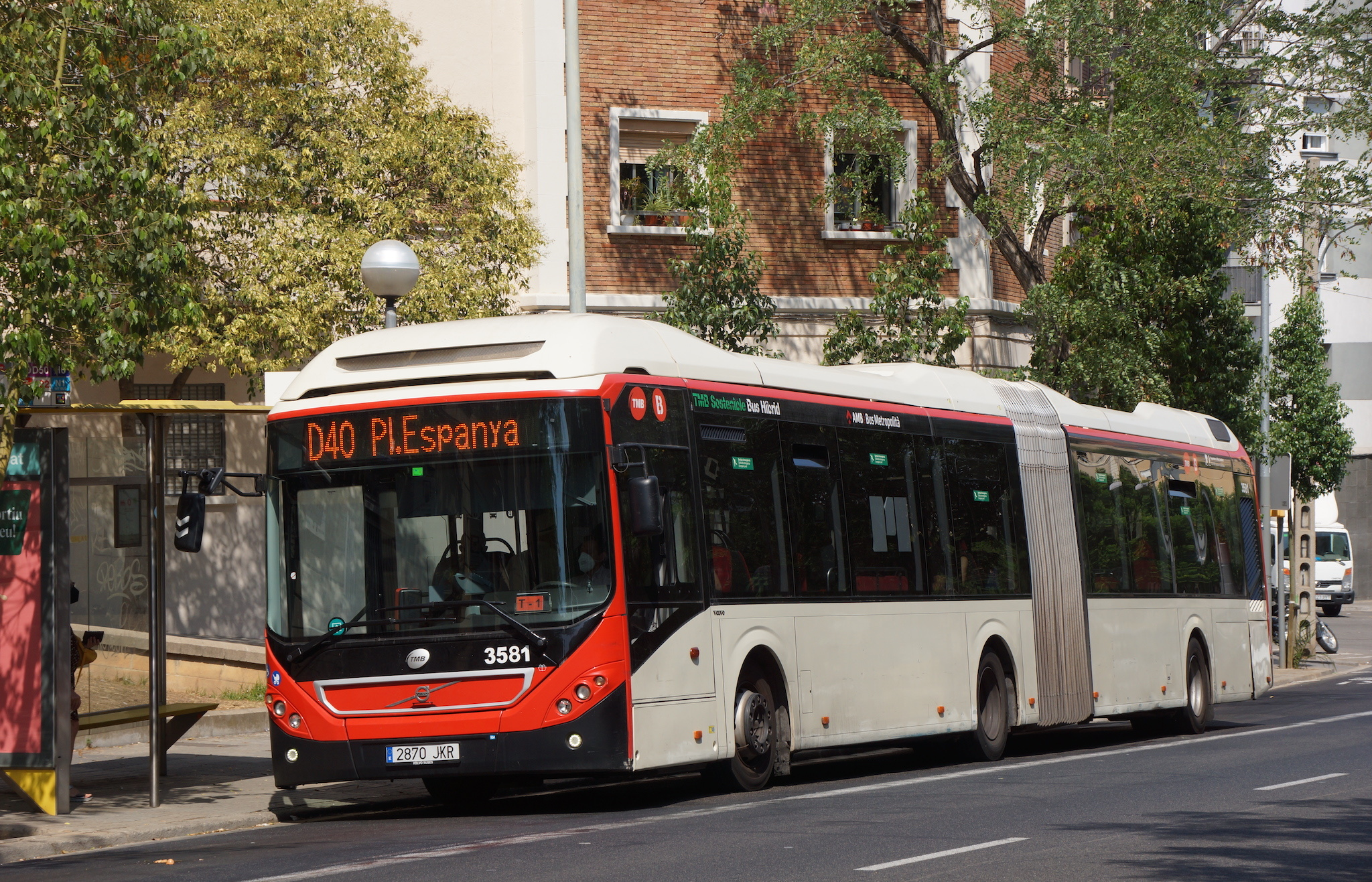
D40 en Av. Els Quinze, agosto 2021

La línea D40 o Diagonal 40 de Transports Metropolitans de Barcelona (TMB) es una línea de autobús de tránsito rápido que forma parte de las líneas diagonales de la Red Ortogonal de Autobuses de Barcelona. La línea entró en servicio el 13 de noviembre de 2017, en la fase 5.1 de la Red Ortogonal de Autobuses, sustituyendo la línea 32 y modificando la línea 27.

## Recorrido
En el sentido hacia la plaza de España, la línea sale del barrio de Canyelles por la calle de Antonio Machado y continúa por la Vía Favencia y la calle de Almansa hasta que llega a la Vía Julia. Continúa el recorrido por el paseo de Verdún y la calle del Doctor Pi i Molist hasta la plaza del Virrei Amat. Seguidamente, continúa por las avenidas dels Quinze y de la Mare de Déu de Montserrat. Después circula por la Travessera de Dalt hasta la plaza de Lesseps, donde coge la avenida de la Riera de Cassoles, la calle de Balmes y la Travessera de Gracia hasta la plaza de Francesc Macià. En el tramo final, va por la avenida de Josep Tarradellas, la estación de Barcelona-Sans y termina el trayecto en la calle de Tarragona.
En el sentido hacia Canyelles, el recorrido es casi el mismo excepto en un pequeño tramo, en el que circula por las calles de Buenos Aires y de las Camèlies, la ronda del Guinardó y la calle de Ramón Albó. Termina en la calle de la Artesanía.

## Características de la línea
- Longitud total: 21,6 km
- Número de paradas: 67 (33/34 paradas por sentido)
- Frecuencia: 7 minutos (hora punta)

## Horarios
| D40        | Primer servicio A: Canyelles | Primer servicio A: Pl. España | Último servicio A: Canyelles | Último servicio A: Pl. España |
| Laborables | 05:00                        | 05:00                         | 23:15                        | 22:30                         |
| Sábados    | 05:00                        | 05:30                         | 23:15                        | 22:30                         |
| Festivos   | 05:00                        | 06:00                         | 23:15                        | 22:30                         |

## Otros datos
| Prestación                                      | Disponibilidad en la línea    |
| ----------------------------------------------- | ----------------------------- |
| Adaptada a                                      | Sí                            |
| TMB iBus (tiempo de espera)                     | Sí                            |
| Información del tiempo de espera en las paradas | Sí (en la mayoría de paradas) |
| Pantallas informativas                          | Sí                            |
| Televisión dentro del autobús                   | Sí, Canal MouTV               |
| Línea de tránsito rápido                        | Sí                            |
| Circula en días festivos                        | Sí                            |